# Przysięga (film 1946)
Przysięga (org. Клятва) – radziecki film propagandowy z 1946 roku w reż. Micheila Cziaureliego.

## Opis fabuły
ZSRR zimą 1924 roku umiera Lenin. Podczas jego pogrzebu na Placu Czerwonym jego następca Stalin uroczyście przysięga przed zgromadzonym ludem dochować wierności ideom rewolucji i leninizmu. Wprowadza szybką i szeroko zakrojoną industrializację kraju w filmie ukazaną na przykładzie Carycyna – przemianowanego na Stalingrad – i budowaną w nim fabrykę traktorów. Obywatele ZSRR szybko zaczynają żyć w dostatku. Ich życie przerywa jednak wybuch wojny, do której dochodzi pomimo pokojowych inicjatyw Stalina wobec Francji. Niemcy szybko dochodzą do Moskwy i Stalingradu, gdzie dzięki decyzjom Stalina zostają pokonani, a wojna wygrana.
W główny wątek filmu wplecione są losy rodziny Pietrowów z Carycyna – senior rodu, bolszewik Stiepan ginie z rąk „kułaków”, jego córka Olga ginie podczas pożaru podpalonej przez „wrogów klasowych” fabryki traktorów w Stalingradzie, syn Aleksander ginie w bitwie stalingradzkiej, młodszy Siergiej walczy na froncie. Centralna postać rodziny – Warwara, która zawsze wykazywała niezłomną, bolszewicka postawę, w ostatniej scenie filmu, podczas uroczystości Dnia Zwycięstwa, przyjmuje podziękowania od Stalina.

## Obsada aktorska
- Micheil Gelowani – Józef Stalin
- Aleksiej Gribow – Klimient Woroszyłow
- Nikołaj Konowałow – Michaił Kalinin
- Roman Juriew – Andriej Żdanow
- Nikołaj Ryżow – Łazar Kaganowicz
- Grigorij Muszegian – Gieorgij Żukow
- Gieorgij Bielnikiewcz – Siergiej Kirow
- Sofia Giacintowa – Warwara Pietrowa
- Nikołaj Bogolubow – Aleksander Pietrow
- Dmitrij Pawłow – Siergiej Pietrow
- Swietłana Bogolubowa – Olga Pietrowa
- Nikołaj Płotnikow – Iwan Jermiłow
- Tamara Makarowa – Ksenia
- Władimir Sołowiew – Semen Ruzajew
- Siergiej Blinnikow – Bakłan
- Gieorgij Sagaradze – Gieorgij
- Paweł Ismatow – Jusup
- Władimir Bałąszow – Anatolij Lipski
- Ilia Nabatow – francuski minister
- Nikołaj Czapłygin – Johson, brytyjski dziennikarz
- Maksim Sztrauch – Rogers, amerykański dziennikarz
- Wasilij Mierkuriew – Woronow

i inni.

## O filmie
Film był kolejnym dziełem propagandowym Michaiła Cziaureliego – czołowego apologety Józefa Stalina. Cziaureli otrzymał za niego Nagrodę Stalinowską I-ego stopnia (1947). Jak zauważa krytyk filmowy Sebastian Chosiński była to jednak „bezprzykładna, posunięta wręcz do granic absurdu, polityczna indoktrynacja”, w której sam Stalin przedstawiany jest „niemal jak święty”.